# بریتنی کامرون
بریتنی کامرون (انگلیسی: Brittany Cameron؛ زادهٔ ۳ دسامبر ۱۹۸۶) بازیکن فوتبال اهل ایالات متحده آمریکا است.
از باشگاه‌هایی که در آن بازی کرده‌است می‌توان به اسکای بلو اف‌سی، وسترن نیویورک فلش، باشگاه فوتبال وگالتا سندای، گلد پراید، و لس‌آنجلس سل اشاره کرد.